# Mick Hucknall
Michael James „Mick” Hucknall (ur. 8 czerwca 1960 w Manchesterze) – wokalista brytyjskiej grupy muzycznej Simply Red.

## Życiorys
Urodził się w Manchesterze w Anglii jako syn Maureen (z domu Gibbons) i Reginalda „Rega” Hucknalla (1935–2009), fryzjera w Stockport. Matka była Irlandką. Początkowo dorastał w Bredbury. Jego matka porzuciła rodzinę, gdy miał trzy lata; przeżycia wywołane tym wydarzeniem zainspirowały go do napisania „Holding Back the Years”, który stał się jednym z największych i najbardziej znanych hitów Simply Red. Wychowywał się w Denton. Kiedy miał trzy lata, zaczął śpiewać, do czego zainspirowała go muzyka grupy The Beatles, a trzy lata później dał swój pierwszy koncert. Uczęszczał do Audenshaw Grammar School w Audenshaw, zanim kontynuował naukę w Tameside College i Manchester Polytechnic’s School of Art, gdzie był studentem sztuk pięknych.
Kiedy miał 16 lat, zainspirowany koncertem Sex Pistols, postanowił założyć własny zespół punkowy. W późnych latach 70. uformował punk-rockową kapelę o nazwie Frantic Elevators, z którą na przełomie lat 70. i 80. wydał cztery single i której działalność zakończył w 1984.
W 1985 powołał do życia pierwszy skład Simply Red. Przebojem był ich singiel „Money’s Too Tight (To Mention)” - cover piosenki z repertuaru The Valentine Brothers - pochodzący z ich debiutanckiego albumu Picture Book (1985); wtedy też w USA numerem jeden był inny utwór z tej płyty - „Holding Back the Years”. Od tego czasu z Simply Red wydał albumy: Men And Women (1987), A New Flame (1989), Stars (1991), Life (1995), Blue (1998), Love and the Russian Winter (1999), Home (2003), Simplified (2005), Stay (2007), Big Love (2015), Blue Eyed Soul (2019), Time (2023). Płyty zespołu rozeszły się w łącznym nakładzie ponad 45 milionów egzemplarzy. 
W 2008 wydał solowy album pt. Tribute to Bobby z własnymi interpretacjami piosenek z repertuaru Bobby’ego Blanda.

## Życie prywatne
Jego partnerką była Catherine Zeta-Jones i Helena Christensen. 25 maja 2010 w Szkocji ożenił się z Gabrielle Wilke-Wesberry, z którą ma córkę Romy True (ur. 18 czerwca 2007).
Jest zagorzałym fanem Manchesteru United.
Jest ważnym członkiem brytyjskiej Partii Pracy.
Po azjatyckim tsunami Michael Hucknall publicznie zadeklarował wsparcie akcji charytatywnej SOS Children i prosił swoich fanów, aby poparli jego działania.
Hucknall jest jednym z właścicieli paryskiej restauracji Man Ray.